# Absolut Top 2000er
Absolut Top 2000er (bis 1. Juli 2025 Absolut Top) ist ein privater Hörfunksender, der zur Senderfamilie Absolut Radio der Antenne Deutschland GmbH & Co. KG gehört und deutschlandweit über DAB+ und Webstream empfangbar ist. Er ist ein Schwestersender von Absolut relax, Absolut HOT, Absolut Bella und Absolut Oldie Classics.
Seit April 2021 sendet Absolut Top aus den neuen Studios in Garching bei München.

## Programm und Musik
Das Programm von Absolut Top 2000er besteht hauptsächlich aus Titeln ab den 2000er-Jahren bis zur Gegenwart und ist unter der Woche live moderiert. Die Morningshow wird Montag bis Freitag von 6 bis 10 Uhr von Dino und moderiert. Nachdem Nina Kraus ab 1. März 2023 zu Aidaradio wechselte, bleibt seither der Vormittag unmoderiert. Tobi Silvester  und Steffi Schaller übernehmen in der Drivetime von 15–19 Uhr. Jede volle Stunde laufen Nachrichten. Zum 2. Juli 2025 wurde Absolut Top in Absolut Top 2000er umbenannt.
Absolut Top Clubnight
Jeden Samstag von 20 bis 22 Uhr läuft die Absolut Top Clubnight, diese wird unmoderiert gesendet und die DJ-Sets werden von einer KI gespielt.